# Пожва (приток Тыпыла)
Пожва — река в России, протекает по Свердловской области и Пермском крае. Устье реки находится в 48 км по левому берегу реки Тыпыл. Длина реки составляет 28 км. В 1,8 км от устья принимает слева реку Нязьва. 
Исток Пожвы в горах Среднего Урала, расположен к югу от массива Сенные горы. Высота истока — 587,4 м над уровнем моря.. Исток лежит на главном хребте Уральских гор, здесь проходит граница между Европой и Азией, а также глобальный водораздел между бассейнами Волги и Оби (рядом с истоком Пожвы берёт начало река Ольва).
Генеральное направление течения — юго-запад. Пожва — горно-таёжная река, течёт по ненаселённой местности, огибая многочисленные горы и холмы. Большая часть течения проходит по территории Городского округа Карпинск Свердловской области, в среднем течении река преодолевает небольшой участок по Красновишерскому району Пермского края. Притоки — Полутовка, Исаевка, Нязьва (все левые).
В нижнем течении оставляет правее хребет Козмер, впадает в Тыпыл у его южной оконечности. Ширина реки в низовьях около 10 метров.

## Данные водного реестра
По данным государственного водного реестра России относится к Камскому бассейновому округу, водохозяйственный участок реки — Косьва от истока до Широковского гидроузла, речной подбассейн реки — бассейны притоков Камы до впадения Белой. Речной бассейн реки — Кама.
Код объекта в государственном водном реестре — 10010100312111100008539.